# Diocèse de Chester
Le diocèse de Chester (en anglais : diocese of Chester) est un diocèse anglican de la Province d'York qui s'étend sur la majeure partie du comté de Cheshire dans ses limites d'avant 1974. Son siège est la cathédrale de Chester.
Il est créé en 1541 à partir du diocèse de Lichfield et Coventry et relève tout d'abord de la Province de Cantorbéry, avant d'être transféré à celle de York la même année. Au XIXe siècle, il subit de nombreuses pertes territoriales au profit des diocèses voisins.

Pertes territoriales du diocèse de Chester au XIXe siècle

Le diocèse se divise en deux archidiaconés, à Chester même et à Macclesfield. Deux évêques suffragants en relèvent également : l'évêque de Stockport et l'évêque de Birkenhead.